# جون كاستبيرج
جون كاستبيرج هو قانوني ومحامي وكاتب يوميات وقاضي وسياسي نرويجي، ولد في 21 سبتمبر 1862 في Brevik, Norway ‏ في النرويج، وتوفي في 24 ديسمبر 1926 في أوسلو في النرويج. نشط حزبياً في الحزب الليبرالي.

## مناصب
- انتخب عضو برلمان النرويج  [لغات أخرى]‏ عن دائرة Oppland (Storting constituency) [الإنجليزية]‏ وقد انضم خلال فترته النيابية ‏ (1925 – 1927) للكتلة البرلمانية Radical People's Party (Norway) [الإنجليزية]‏.
- انتخب عضو برلمان النرويج  [لغات أخرى]‏ عن دائرة  وقد انضم خلال فترته النيابية ‏ (1919 – 1921) للكتلة البرلمانية Radical People's Party (Norway) [الإنجليزية]‏.
- انتخب عضو برلمان النرويج  [لغات أخرى]‏ عن دائرة  وقد انضم خلال فترته النيابية ‏ (1916 – 1918) للكتلة البرلمانية Radical People's Party (Norway) [الإنجليزية]‏.
- انتخب عضو برلمان النرويج  [لغات أخرى]‏ عن دائرة  خلال فترته النيابية ‏ (1913 – 1915).
- انتخب عضو برلمان النرويج  [لغات أخرى]‏ عن دائرة Nordre Gudbrandsdalen  [لغات أخرى]‏ خلال فترته النيابية ‏ (1906 – 1909).
- انتخب عضو برلمان النرويج  [لغات أخرى]‏ عن دائرة  خلال فترته النيابية ‏ (1903 – 1906).
- انتخب وزير التجارة والشحن [الإنجليزية]‏ (31 يناير 1913 – 1 يوليو 1913).
- انتخب Minister of Social Affairs ‏ (1 يوليو 1913 – 21 أبريل 1914).
- انتخب عضو برلمان النرويج  [لغات أخرى]‏ عن دائرة  خلال فترته النيابية ‏ (1900 – 1903).
- انتخب Minister of Justice and Public Security [الإنجليزية]‏ (19 مارس 1908 – 1 فبراير 1910).